# Funcție convexă

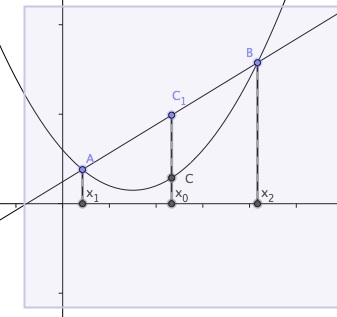
Graficul unei funcţii convexe

În matematică, o funcție reală de o variabilă reală este convexă pe un interval atunci când graficul său se află sub dreapta care unește punctele ce reprezintă valoarea funcției în extremitățile intervalului.
Funcțiile convexe jocă un rol important în multe domenii din matematică, de exemplu în probleme de optimizare, în rezolvarea inecuațiilor prin utilizarea inegalității lui Jensen și a inegalității lui Hölder, și în rezolvarea anumitor ecuații.

## Noțiuni introductive
Definiție: Fie {\displaystyle I\subseteq \mathbb {R} } un interval și {\displaystyle f:I\rightarrow \mathbb {R} } o funcție. 
{\displaystyle f} este convexă dacă {\displaystyle \forall x_{1},x_{2}\in I} și {\displaystyle \forall \lambda \in (0,1)} este satisfăcută inegalitatea
{\displaystyle f((1-\lambda )x_{1}+\lambda x_{2})\leq (1-\lambda )f(x_{1})+\lambda f(x_{2}).}
{\displaystyle f} este strict convexă dacă {\displaystyle \forall x_{1},x_{2}\in I} și {\displaystyle \forall \lambda \in (0,1)} este satisfăcută  inegalitatea
{\displaystyle f((1-\lambda )x_{1}+\lambda x_{2})<(1-\lambda )f(x_{1})+\lambda f(x_{2}).}
{\displaystyle f} este concavă dacă {\displaystyle \forall x_{1},x_{2}\in I} și {\displaystyle \forall \lambda \in (0,1)} este satisfăcută  inegalitatea
{\displaystyle f((1-\lambda )x_{1}+\lambda x_{2})\geq (1-\lambda )f(x_{1})+\lambda f(x_{2}).}
{\displaystyle f} este strict concavă dacă {\displaystyle \forall x_{1},x_{2}\in I} și {\displaystyle \forall \lambda \in (0,1)} este satisfăcută  inegalitatea
{\displaystyle f((1-\lambda )x_{1}+\lambda x_{2})>(1-\lambda )f(x_{1})+\lambda f(x_{2}).}

## Semnificație geometrică
Fie {\displaystyle f:I\rightarrow \mathbb {R} }; fixăm {\displaystyle x_{1},x_{2}\in I,x_{1}<x_{2}} și {\displaystyle 0<\lambda <1}, evident {\displaystyle x_{0}=(1-\lambda )x_{1}+\lambda x_{2}\in (x_{1},x_{2})}. Punctul {\displaystyle C(x_{0},f(x_{0}))} se află pe graficul funcției {\displaystyle f}, iar punctul {\displaystyle C_{1}(x_{0},(1-\lambda )f(x_{1})+\lambda f(x_{2}))} se  găsește pe segmentul {\displaystyle [AB]}, unde {\displaystyle A(x_{1},f(x_{1})),B(x_{2},f(x_{2}))}. Dacă {\displaystyle f} este convexă atunci graficul funcției se află sub coarda care trece prin punctele {\displaystyle A} și {\displaystyle B}.

## Proprietăți
Teoremă (criteriu de convexitate). Fie {\displaystyle I\subseteq \mathbb {R} } un interval și {\displaystyle f:I\rightarrow \mathbb {R} } o funcție de două ori derivabilă pe I. Funcția {\displaystyle f} este convexă pe {\displaystyle I} dacă și numai dacă {\displaystyle f''(x)\geq 0}.
Teoremă. Fie {\displaystyle f_{1},f_{2}} funcții convexe definite pe mulțimea convexă {\displaystyle \Omega }. Atunci funcția {\displaystyle a_{1}f_{1}+a_{2}f_{2}} este convexă pe {\displaystyle \Omega }, oricare {\displaystyle a_{1},a_{2}\in [0,\infty )}.
Teoremă (Inegalitatea lui Jensen). Fie funcția convexă {\displaystyle f:I\rightarrow \mathbb {R} }. Pentru {\displaystyle \forall } {\displaystyle n\in \mathbb {N} } cu {\displaystyle n\geq 2} și {\displaystyle \forall } {\displaystyle t_{1},...,t_{n}\in I}, {\displaystyle \forall } {\displaystyle \alpha _{1},...,\alpha _{n}\in \mathbb {R_{+}} } cu {\displaystyle \sum _{i=1}^{n}\alpha _{i}=1} are loc inegalitatea {\displaystyle f\left(\sum _{i=1}^{n}\alpha _{i}t_{i}\right)\leq \sum _{i=1}^{n}\alpha _{i}f(t_{i})}.

Demonstrație: Se demonstrează prin inducție.

Cazul {\displaystyle n=2} este chiar definiția funcției convexe. Presupunem adevărată afirmația pentru {\displaystyle n} și să demonstrăm pentru {\displaystyle n+1}.

Fie deci {\displaystyle t_{1},...,t_{n+1}\in I} și {\displaystyle \alpha _{1},...,\alpha _{n+1}\in \mathbb {R_{+}} } cu {\displaystyle \alpha _{1}+...+\alpha _{n+1}=1}.
1. Dacă {\displaystyle \alpha _{n+1}=1} atunci concluzia rezultă imediat.
2. Dacă {\displaystyle \alpha _{n+1}\neq 1} atunci

{\displaystyle t:=\sum _{k=1}^{n+1}\alpha _{k}t_{k}=(1-\alpha _{n+1})s+\alpha _{n+1}t_{n+1}} 

unde {\displaystyle s=\sum _{k=1}^{n}{\frac {\alpha _{k}}{1-\alpha _{n+1}}}t_{k}.}

Conform ipotezei avem: {\displaystyle f(t)\leq (1-\alpha _{n+1})f(s)+\alpha _{n+1}f(t_{n+1})\leq (1-\alpha _{n+1})\sum _{k=1}^{n}{\frac {\alpha _{k}}{1-\alpha _{n+1}}}f(t_{k})+\alpha _{n+1}f(t_{n+1})=\sum _{k=1}^{n+1}\alpha _{k}f(t_{k}).}

## Exemple
- Funcția {\displaystyle f:\mathbb {R} \rightarrow \mathbb {R} ,f(x)=x^{2}} este convexă.
- Funcția {\displaystyle f:\mathbb {R} \rightarrow \mathbb {R} ,f(x)=a^{x},a>0,a\neq 1} este convexă.